# Le Bousquet (Saint-Louis-de-Montferrand)
Pour les articles homonymes, voir Bousquet.
Le domaine Le Bousquet est un immeuble situé sur la commune de Saint-Louis-de-Montferrand, dans le département de la Gironde. 

## Historique
L'immeuble date de la première moitié du XIXe siècle et présente une architecture de style Empire.
Les façades et toitures de l'immeuble font l’objet d’une inscription au titre des monuments historiques depuis le 10 mai 1966.